# Замок Бальга
Замок Бальга (нім. Burg Balga) — один із найвідоміших пам'ятників середньовічної лицарської архітектури в стилі цегляної готики в Калінінградській області, РФ.

## Історія
Відноситься до історичної області Вармії.
За легендою, в V столітті на цьому місці на березі затоки була розташована фортеця Хонеде, побудована пруссами для свого короля Відевута. З дерев'яної фортифікаційної споруди, розташованої на узвишші, добре проглядалася вся затока. Саме ця стратегічна особливість привернула увагу лицарів, які прийшли в XIII столітті християнізувати Пруссію. Тому в 1239 році, після важкої битви, споруда перейшла до рук лицарів Тевтонського ордену.
Фортеця, побудована за всіма правилами військової науки, була відмінною оборонною спорудою, проте дерев'яні будівлі неодноразово пошкоджувалися або й горіли після ворожих набігів. Тому в 1250 році, за розпорядженням великого магістра Тевтонського ордену, хрестоносці спорудили на території фортеці величезну будівлю Конвенту, що стало початковим ядром майбутньої кам'яної фортеці. У будівництві використовувався польовий камінь і обпалена цегла.
У 1390-тих роках замком керував Конрад фон Кібург. У 1525 році герцог Пруссії Альбрехт подарував Бальгу земландському єпископу Георгу фон Поленцу, який володів фортецею до 1550 року. Після смерті єпископа багато будівель почали руйнуватися та занепадати. Під час шведської війни 1620 року король Густав ІІ Адольф використовував Бальгу як свою базу. Пізніше в одному з приміщень фортеці був відкритий трактир, а вежа служила маяком.
У 1701 році король Пруссії Фрідріх I наказав використати камінь замку Бальги для будівництва фортеці в Піллау (нині Балтійськ), після чого фортифікаційна споруда фактично була перетворена на каменоломню.
У 1927 році, з метою залучення туристів, на території фортеці був відкритий краєзнавчий музей, стіни форбургу розписали іменами великих магістрів Тевтонського ордену.

## Загроза знищення
Після 1945 року фортеця занепала. До наших днів збереглися тільки руїни форбургу і замкової Нікольської кірхи.
Незважаючи на це, руїни стародавнього замку приваблюють численних туристів.
Оскільки в районі Бальги наприкінці Другої світової війни йшли запеклі бої, її територія приваблює багато грабіжників історичної спадщини.

## Галерея

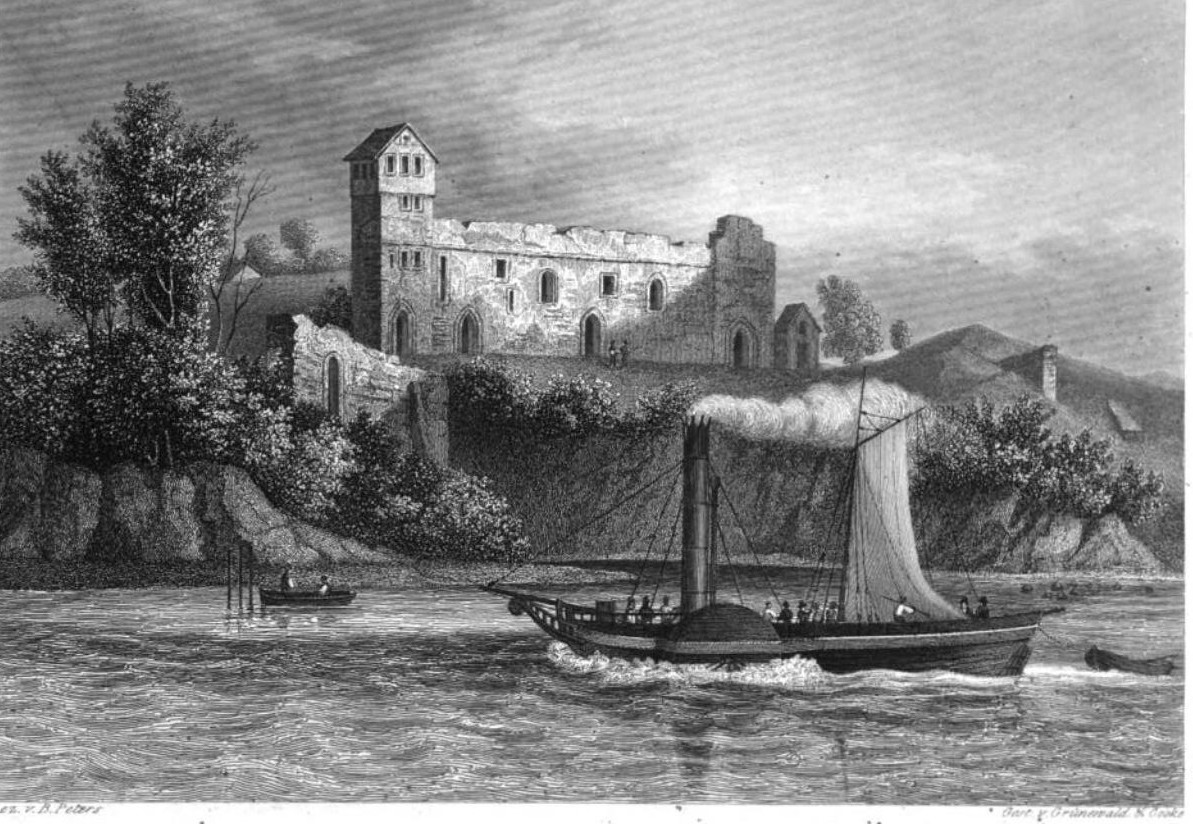
Замок в 1842 році
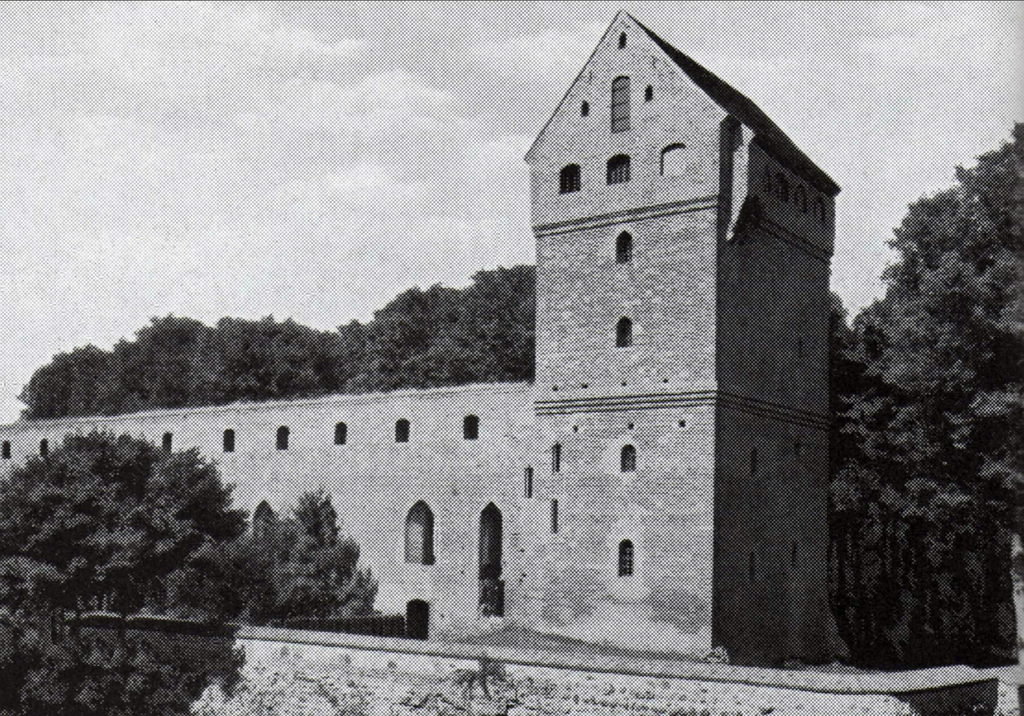
Замок Бальга в 1931 році
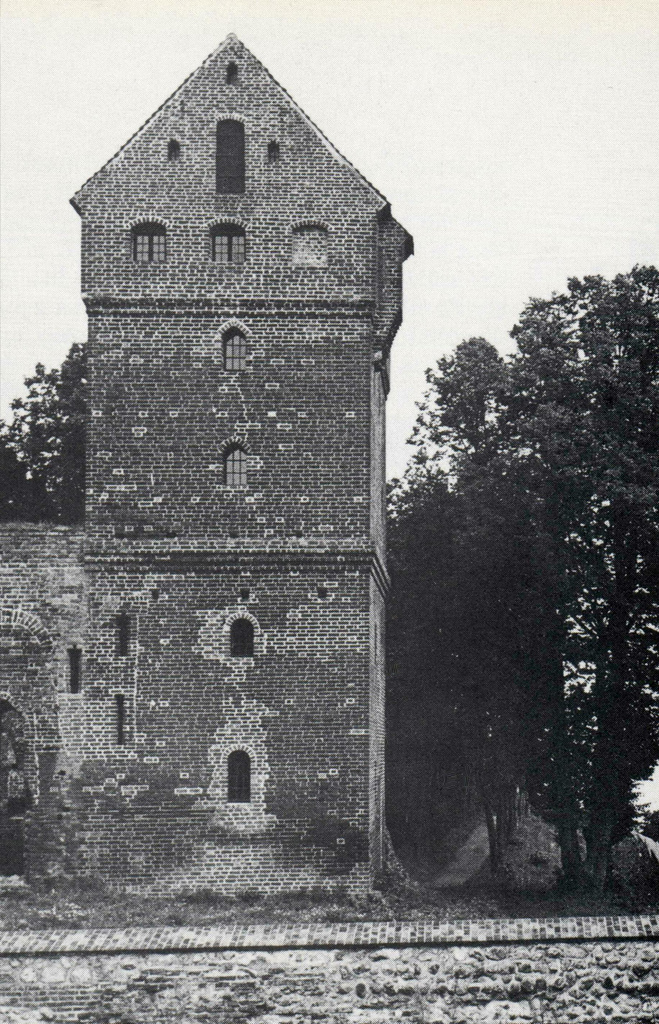
Замок Бальга в 1931 році
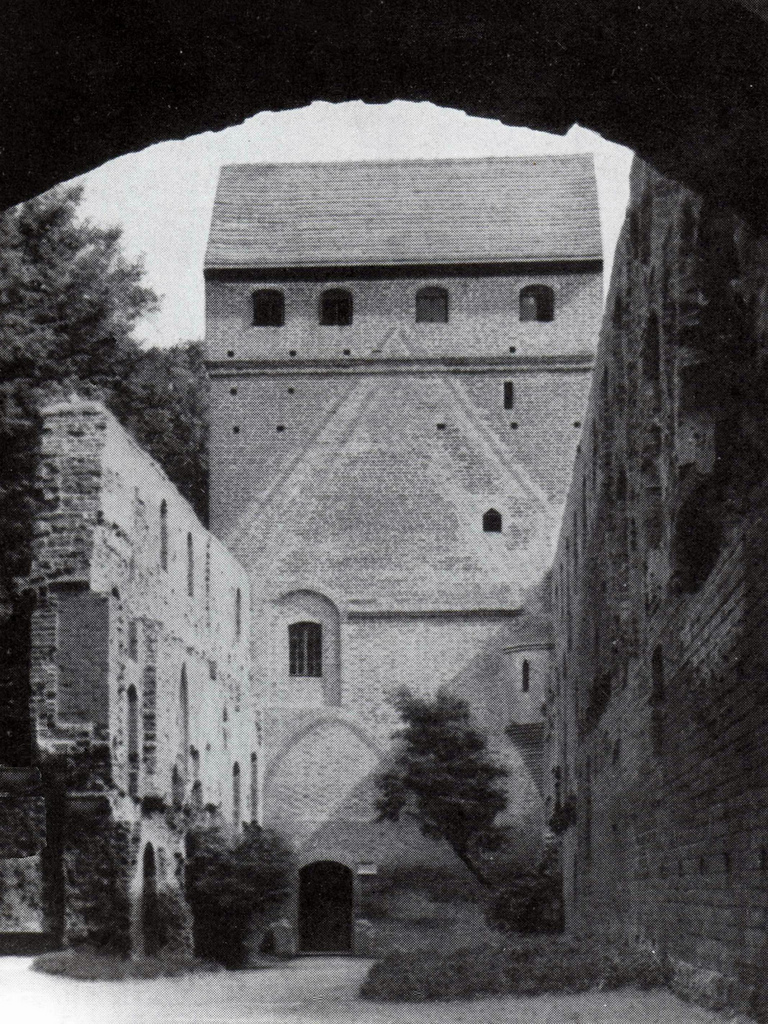
Замок Бальга в 1931 році